# 藥學系
藥學系是隸屬於醫學院或是獨立成為藥（理）學院下的一個科系，以培養藥學領域專門人才和研究藥學科學理論為目標。

## 發展簡史
遠自史前時代，人們即懂得從經驗中學習如何用草藥來治病。根據傳說，中國的藥學（本草）起源於神農氏，他將採集到的數百種草藥親自試用在自己身上。後人托神農氏之名撰寫神農本草經，為中國現存最早的一部藥書。
西方藥學則是集合古埃及、巴比倫、希臘、羅馬、阿拉伯世界，與美洲、歐洲各國的用藥知識以及經驗所產生的結晶。
1908年，國防醫學院開始招收藥科學生，是為中華民國最早的藥學教育。1953年，國立臺灣大學創立臺灣的第一所藥學系，之後多所醫學大學跟進，逐漸發展成今日的光景。

## 各國藥學教育現況

### 歐美
美国
 荷蘭
 法國：

6年學制（Doctor of Pharmacy）
 英国：

4+1學制（畢業後須實習一年才可以參加國家考試）

### 臺灣
雖然藥學以化學結構為主，但因為對象為人，故除了其專業之知識以外，還需要修習其他的相關基礎醫學課程，例如解剖學與生理學、免疫學、微生物學、病理學、毒理學等等。
而其專業科目則包括藥物化學、藥理學、生藥學、藥劑學、調劑學、藥物分析、藥物治療學、生物藥劑學、藥物動力學、臨床藥學、實證藥學、藥事行政法規等等。
另外中華民國衛生福利部為了讓中藥管理漸漸由受過正規教育的人才來取代傳統師徒制中藥房學徒，藥學系學生可以在現代藥學基礎上，選修以下課程：
1. 中藥概論
2. 本草學（包括本草綱目等各種典籍，各種中藥之單元性能考察、配伍及禁忌之研討等）
3. 生藥學、中藥學及其實驗（包括藥用植物、動物、礦物及各該藥物構造之鑑別、藥理藥效分析）
4. 中藥方劑學及其實驗（包括中藥方劑理論，各類成分研討，中藥丹、膏、丸、散、湯、膠、露、酒等製劑之研究）
5. 中藥炮製學及其實驗（包括中藥材之煉、炮、炙、煨、伏、曝及其他加工調製方法研究）

等共16個中藥學分，由各校發給證書。藥師專技高考及格領取證書，故可憑著前述之中藥學分，除從事西藥方面，目前可以兼營中藥製造、供應及調劑業務。
臺灣早年因為專業人才缺少的關係，曾經成立仁德高級藥劑職業學校（現仁德醫護管理專科學校）和樹人高級藥劑職業學校（現樹人醫護管理專科學校），並設置藥學科，其畢業後可考取藥劑生。2001年，藥學會設置藥學教育委員會，為了提昇國內藥師素質和高等教育等問題，便決定裁撤專科的藥學科。最後一屆的五專部藥學科學生已在2004年走入歷史。 
1999年臺北醫學大學藥學院成立生(中)藥技術學系；2002年中國醫藥大學中醫學院成立中國藥學暨中藥資源學系；2006年大葉大學成立藥用植物與保健學系中藥組；2016年嘉南藥理大學成立藥用植物與保健學系等中藥專業學系。另外，亞洲大學設立中醫藥養生產業經營管理學程。
先前由於藥師全聯會反對，北醫與嘉藥，目前已停止招生。但衛生福利部未來希望新增中藥師專技高考及中藥管理技術士普考，台灣中藥相關學系在修畢中藥核心學分，實習畢業後，經由教、考、用、訓做分流，為中藥行業注入新血，促進台灣中醫藥的發展。

#### 藥學高等教育單位
- 國立臺灣大學（於2009學年度起分為四年制藥學組與六年制臨床藥學組，分別授予B.S.及Pharm.D.學士學位，雙軌並行。並於2014學年起全面實施六年制藥學系。）
- 臺北醫學大學（於2013學年起分為四年制藥學組及六年制臨床藥學組，分別授予B.S.及Pharm.D.學士學位，雙軌並行。）
- 國防醫學院（於2015學年度改為六年制藥學系。）
- 中國醫藥大學（2018學年度起入學之新生得經由公開甄選進入六年制學程，故現階段為五年制、六年制雙軌並行。）
- 高雄醫學大學 （原為四年制，自2019學年度起改制五年。）
- 國立成功大學（於2014學年度增設，為六年制藥學系。）
- 國立陽明交通大學（於2016學年度增設，為六年制藥學系。）
- 大仁科技大學（於2016學年起分為五年制藥學組及六年制臨床藥學組。）
- 嘉南藥理大學（於2018學年度改為五年制藥學系。）
- 慈濟大學（於2024學年度增設，為六年制藥學系。）

### 香港
香港的藥劑學系起步比兩岸較晚，香港中文大學在1992年才開設首屆藥劑學課程，而香港大學在2009年開辦。香港的藥劑學系，都採用問題導向學習（Problem-base learning）模式，鼓勵藥劑學生圍繞日常藥劑學問題多思考、多研究。

### 澳門
澳門最早於2001年於澳門理工學院高等衛生學校（現澳門理工大學健康科學及體育學院）開設在職診療技術人員課程高等專科學位，其中包含藥劑學專業方向，並於2006年開辦診療技術學士學位補充課程，提供3+1學制學士課程。同年，澳門大學開辦生物醫藥博士學位課程。澳門理工學院於2010年開設理學士學位課程（藥學專業），為澳門首個西藥學四年制學士學位課程。2012年，澳門大學開設理學碩士學位 （醫藥管理）課程。
2003年，澳門大學開設中藥學專業及醫藥管理專業理學碩士學位課程，澳門科技大學開設中藥學碩士和博士學位課程。2012年，澳門科技大學開設中藥學學士學位課程，為澳門現時唯一中藥學士課程。
藥學高等教育單位
- 澳門大學（學士、碩士、博士課程）
- 澳門理工大學（學士課程）
- 澳門科技大學（學士、碩士、博士課程）

### 中国大陆
目前中国大陸的药学院系主要分为以西药研究为主的药学专业和以中药研究为主的中药专业。
药学专业的主要课程有藥物化學、藥理學、藥劑學、藥物分析、生藥學、藥學信息、生物藥劑學、藥物動力學、藥事管理學、医药数理统计。
近年来，随着药学事业的发展和世界范围内医药分家的趋势，大多数药学院系加大了临床药学的教育投入，不少院校还增设了生物药学等前沿领域的学科。

#### 相关链接
- 北京中医药大学
- 成都中医药大学
- 广州中医药大学
- 上海中医药大学
- 南京中医药大学
- 福建中醫藥大學
- 四川大学（华西医药学院）
- 中国药科大学
- 华中科技大学同济医学院
- 沈阳药科大学
- 廣東藥科大學

## 藥學職業介紹

### 中華民國
藥師法

第一條：

中華民國人民需經過國家考試合格取得證書，才算合法的藥師。

第二條：

具有下列資格之一，得應藥師考試：

一、公立或立案之私立大學、獨立學院或符合教育部採認規定之國外大學、獨立學院藥學系畢業，並經實習期滿成績及格，領有畢業證書者。

二、本法中華民國一百零一年六月五日修正施行前，於專科學校藥學科畢業，並經實習期滿成績及格，領有畢業證書者。

專門職業及技術人員高等考試科目

藥師自中華民國九十七年四月一日起應試科目為：

一、藥理學與藥物化學，

二、藥物分析與生藥學（包括中藥學），

三、調劑學與臨床藥學，

四、藥劑學（包括生物藥劑學），

五、藥物治療學，

六、藥事行政與法規。

六科平均60分以上，即為合格。

目前的藥學生"畢業"後只能參加專技高考以取得證書，加入公會，向地方主管機關申請領取執照。
藥師業務如下：

一、藥品販賣或管理。

二、藥品調劑。

三、藥品鑑定。

四、藥品製造之監製。

五、藥品儲備、供應及分裝之監督。

六、含藥化粧品製造之監製。

七、依法律應由藥師執行之業務。

八、藥事照護相關業務。

中藥製劑之製造、供應及調劑，除依藥事法有關規定辦理外，亦得經由修習中藥課程達適當標準之藥師為之；其標準由中央主管機關會同中央教育主管機關定之。

藥師得販賣或管理一定等級之醫療器材。

前項所稱一定等級之醫療器材之範圍及種類，由中央主管機關（衛生福利部食品藥物管理署）定之。

### 中華人民共和國（中國）
自1999年开始实施执业药师资格制度，以加强对药学技术人员的执业准入控制，不过至今尚未有正式的执业药师法。
目前的执业药师资格制度暂行规定中第九条规定：

凡中华人民共和国公民和获准在我国境内就业的其他国籍的人员具备以下条件之一者，均可申请参加执业药师资格考试：

(一)取得药学、中药学或相关专业中专学历，从事药学或中药学专业工作满七年。

(二)取得药学、中药学或相关专业大专学历，从事药学或中药学专业工作满五年。

(三)取得药学、中药学或相关专业大学本科学历，从事药学或中药学专业工作满三年。

(四)取得药学、中药学或相关专业第二学士学位、研究生班毕业或取得硕士学位，从事药学或中药学专业工作满一年。

(五)取得药学、中药学或相关专业博士学位。

執業藥師執業範圍：
負責對藥品質量的監督和管理，參與制定、實施藥品全面質量管理及對本單位違反規定的處理。
負責處方的審核及監督調配，提供用藥咨詢與信息，指導合理用藥，開展治療藥物的監測及藥品療效的評價等臨床藥學工作。

## 備註
1. ↑  2008年以後畢業的藥學生，國家考試科目（生藥學）中將會加入部分中藥學（80餘種常見中藥）
2. ↑  . bo.io.gov.mo.   [2022-03-09]. （原始内容存档于2020-10-20）.
3. ↑  . bo.io.gov.mo.   [2022-03-09]. （原始内容存档于2022-03-09）.
4. ↑  . bo.io.gov.mo.   [2022-03-09]. （原始内容存档于2022-03-09）.
5. ↑  . bo.io.gov.mo.   [2022-03-09]. （原始内容存档于2022-03-09）.
6. ↑  . bo.io.gov.mo.   [2022-03-09]. （原始内容存档于2022-03-09）.